# Гујанска струја
Гујанска струја (или Гијанска струја) је продужетак Севернобразилске струје тј. десни крак Јужноекваторијалне струје. Креће се брзином од око 4 km/h, као топла струја уз обале Суринама и Гујане. Пролазећи између Малих Атила улази у Карипско море и храни воде Карипске струје. 